# Côte de Granit Rose

Die Côte de Granit Rose vor dem Phare de Ploumanac’h

Die Côte de Granit Rose (bretonisch: Aod ar Vein Ruz; deutsch: rosa Granitküste) ist ein Küstenabschnitt der nördlichen Bretagne zwischen Paimpol und Trébeurden. Wegen seiner bizarren Felsformationen aus rötlichem Granit, vor allem rund um Perros-Guirec, gilt er als Touristenattraktion.

## Entstehung
Der rosafarbene Granit bildete sich vor ca. 300 Millionen Jahren im Oberkarbon im Zuge der variszischen Orogenese, einer Phase der Gebirgsbildung infolge der Kollision der Urkontinente Gondwana und Laurussia sowie mehrerer Mikroplatten. Die Erosion der darüber liegenden Erdschichten und die allmähliche Abtragung durch das Ansteigen des Meeresspiegels nach der letzten Eiszeit führten zu einer Erweiterung der Trennflächen des orthogonalen Kluftsystems und zur Bildung der speziellen Felsformationen. Diese lassen sich am besten auf dem alten Zöllnerpfad (frz.: Sentier des Douaniers) von Perros-Guirec nach Ploumanac’h betrachten. Seine charakteristische Färbung verdankt der Granit seinem Gehalt an Hämatit und Alkalifeldspat.

## Besonderheiten
Aufgrund ihrer markanten Formen haben einige der oft hausgroßen Felsen Eigennamen erhalten, wie etwa Napoleons Hut, der dem Hafen von Ploumanac’h vorgelagert ist. Er erlangte besondere Berühmtheit, da die BBC am frühen Abend des 3. August 1944 mit der als Code gesendeten Frage Le chapeau de Napoléon est-il toujours à Perros? („Ist Napoleons Hut noch immer in Perros?“) der Résistance das Signal zum bewaffneten Aufstand gegen die deutsche Besatzungsmacht in der Bretagne gab.
Die Felsen verdanken ihre Form auch den Kräften von Ebbe und Flut. Der Tidenhub an diesem Küstenabschnitt beträgt bis zu 12 Meter. Bei Niedrigwasser kann man über ausgedehnte Sandflächen zu vorgelagerten Inseln wandern. Daher lassen sich hier auch zahlreiche Muschelschalen, z. B. von Meerohren, finden.
Auf einem Felsen im Hafen von Ploumanac’h befindet sich eine Statue des Heiligen Guirec, die nur bei Ebbe zugänglich ist. Ursprünglich aus Holz, besteht sie heute aus Granit, da sie früher unter einem eigenwilligen Brauch gelitten hat: Unverheiratete Frauen, die sich einen Ehemann wünschten, stachen mit einer Nadel in die Nase des Heiligenbilds.
Der Kriminalroman Bretonisches Leuchten von Jean-Luc Bannalec spielt rund um Ploumanac’h an der rosa Granitküste.

## Bilder

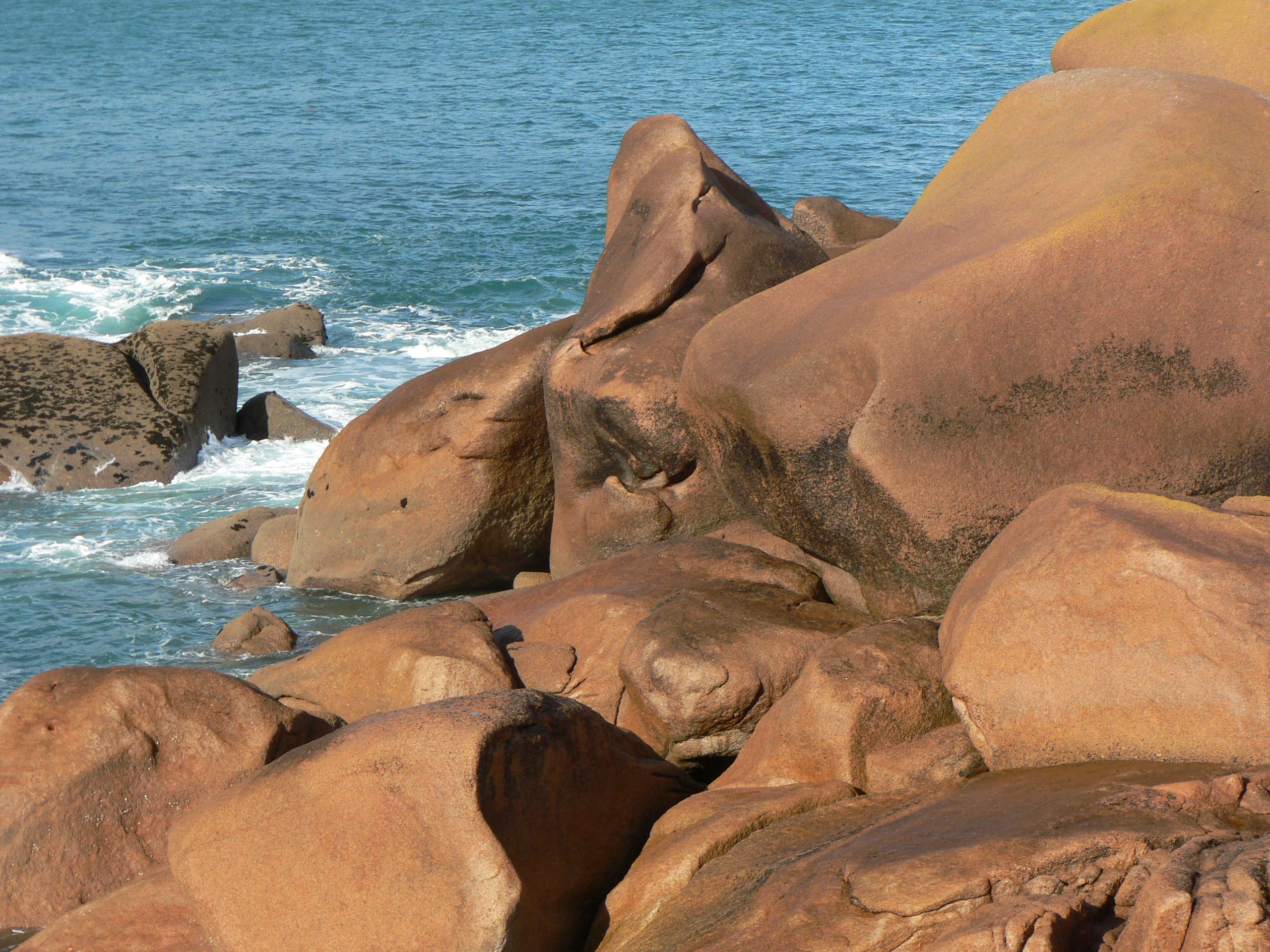
Küste mit rötlichem Granitfelsen
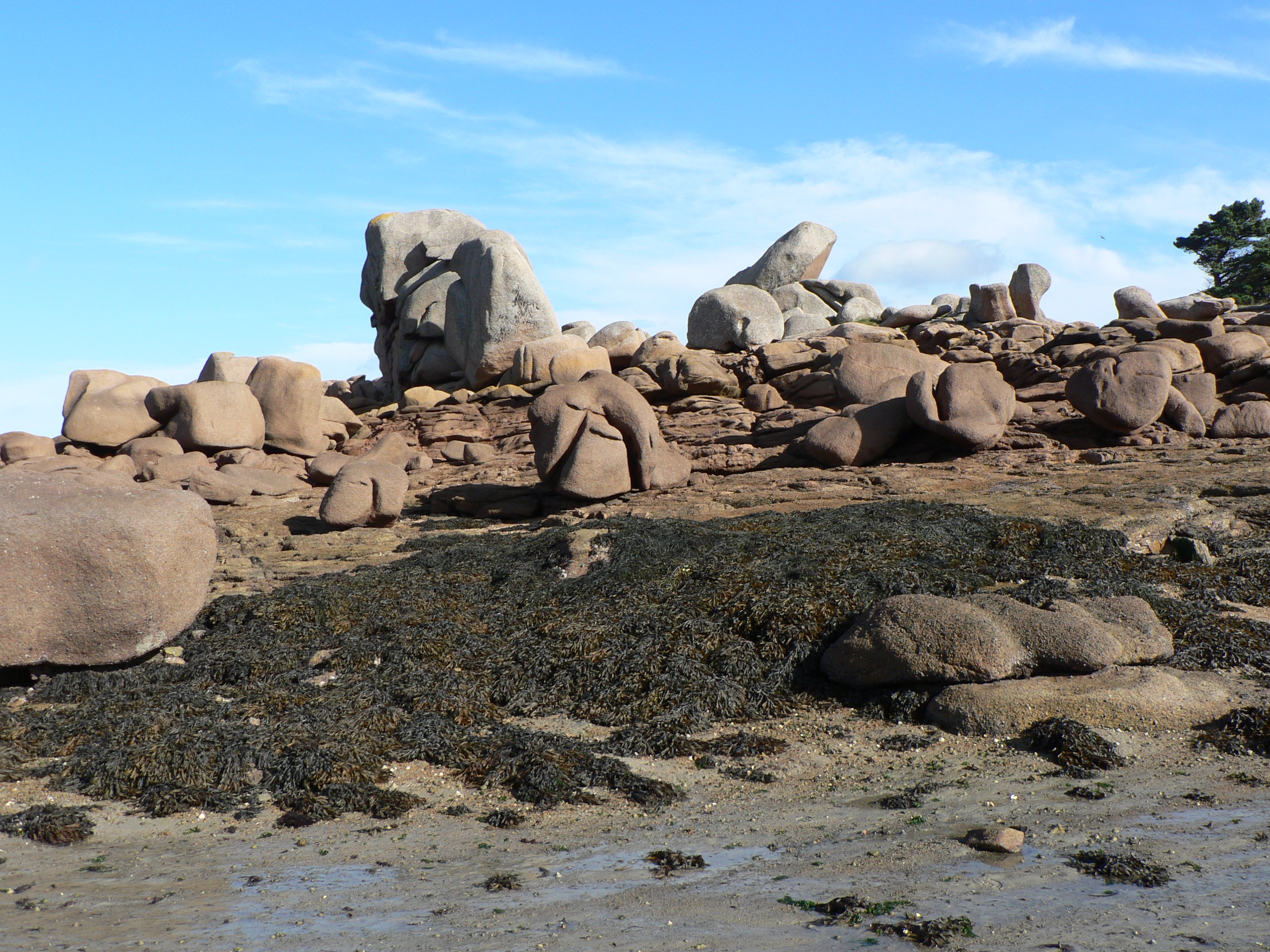
Granit am Strand von Ploumanac’h
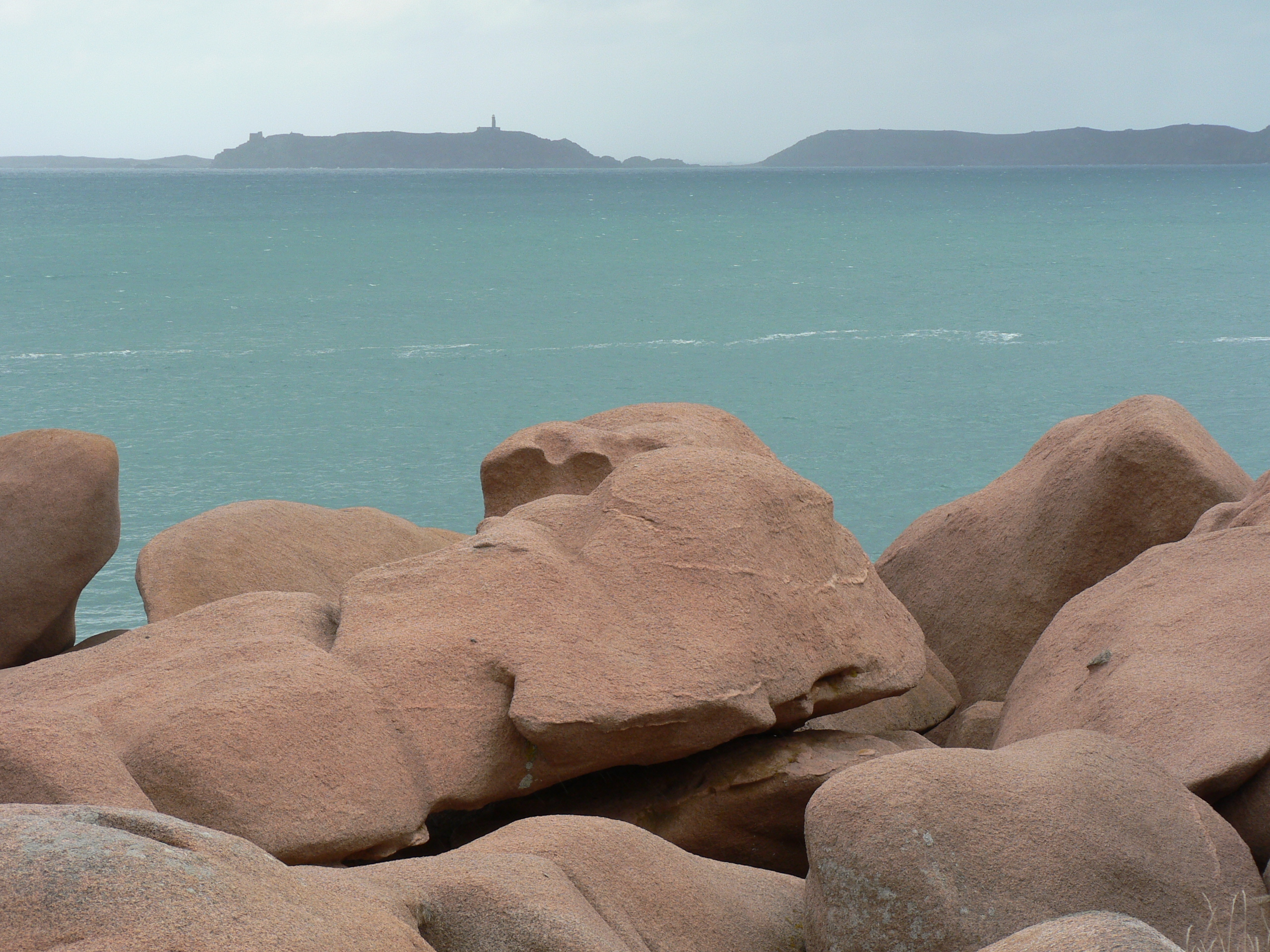
Sept-îles im Hintergrund
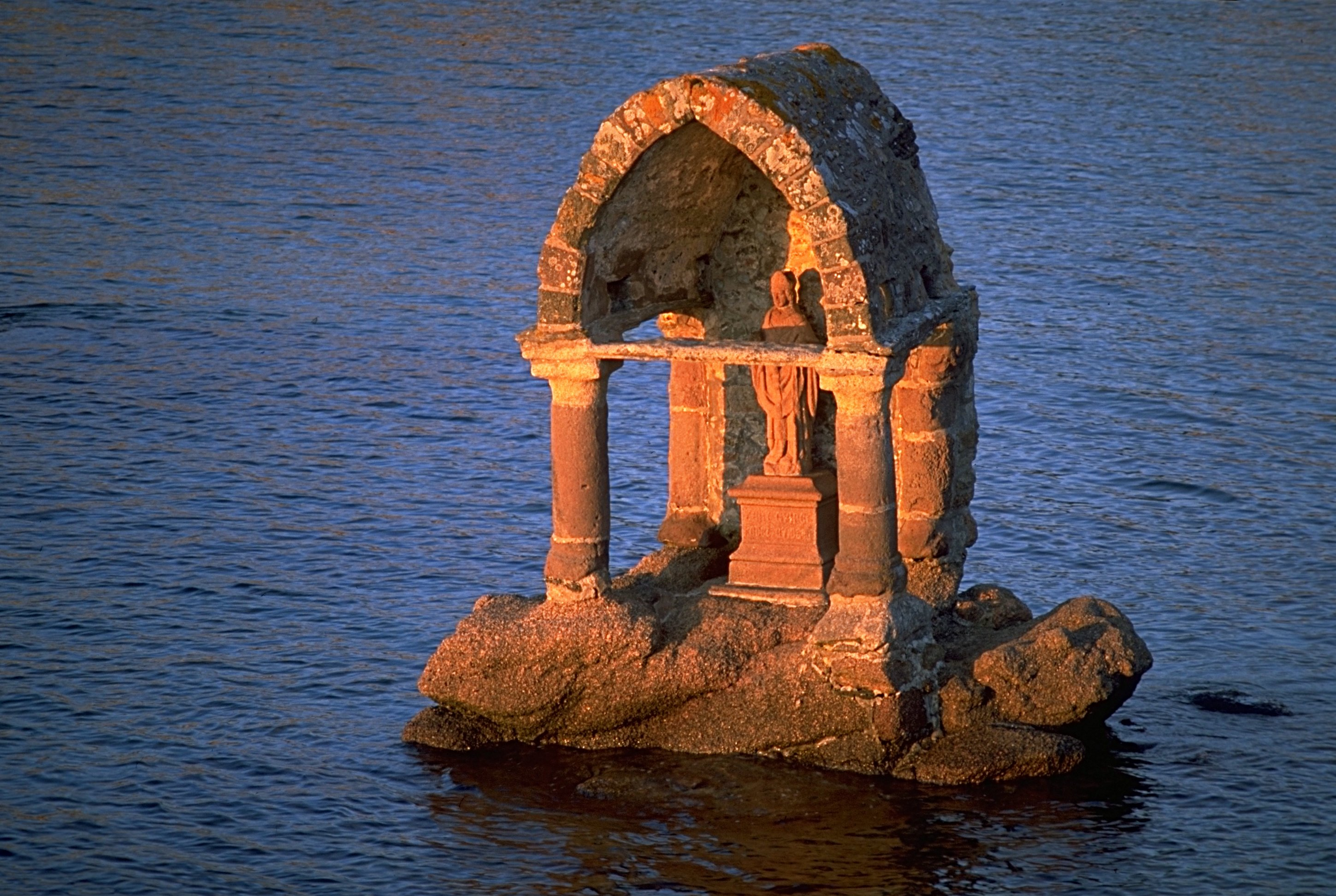
Oratorium St-Guirec
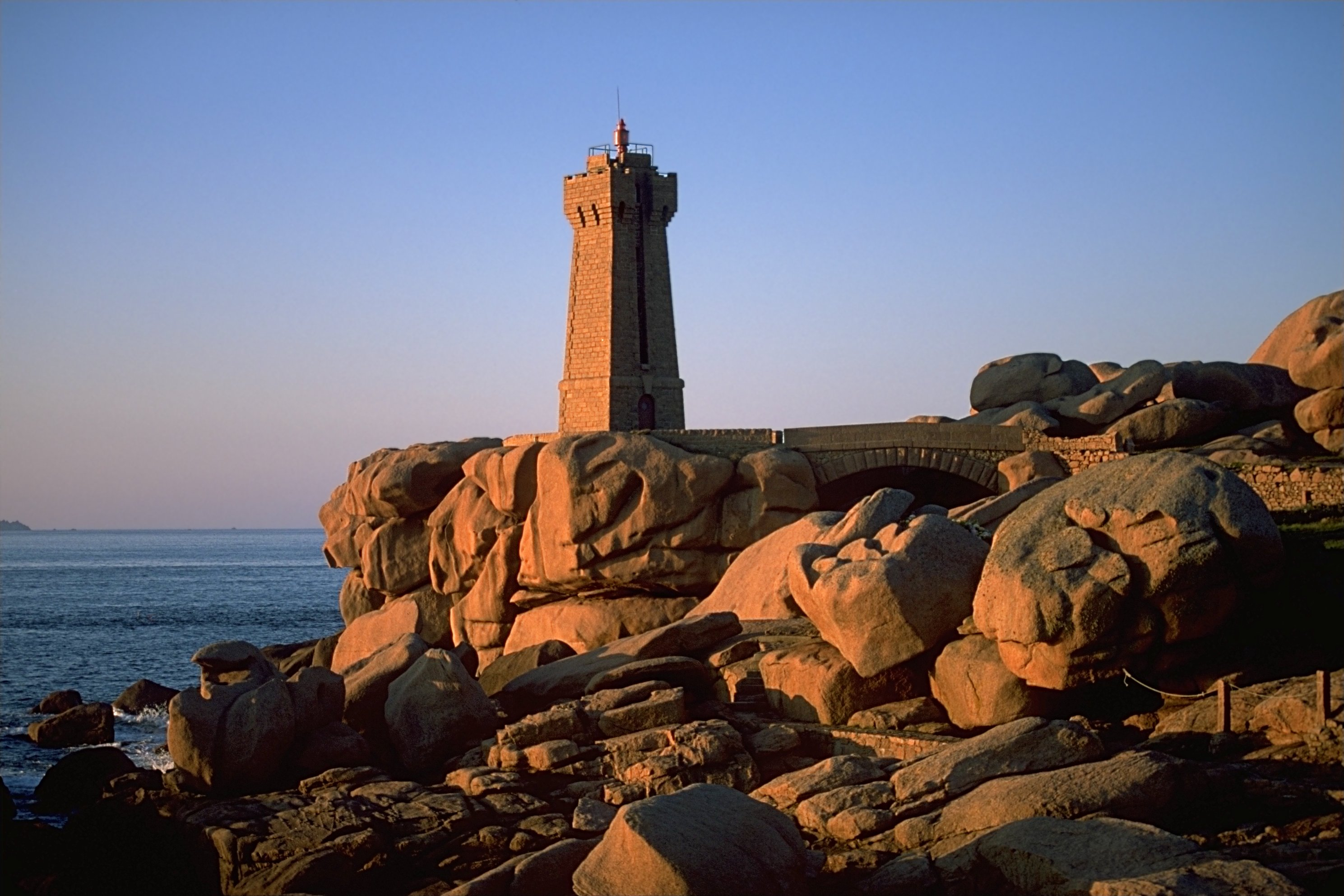
Leuchtturm bei Ploumanac’h
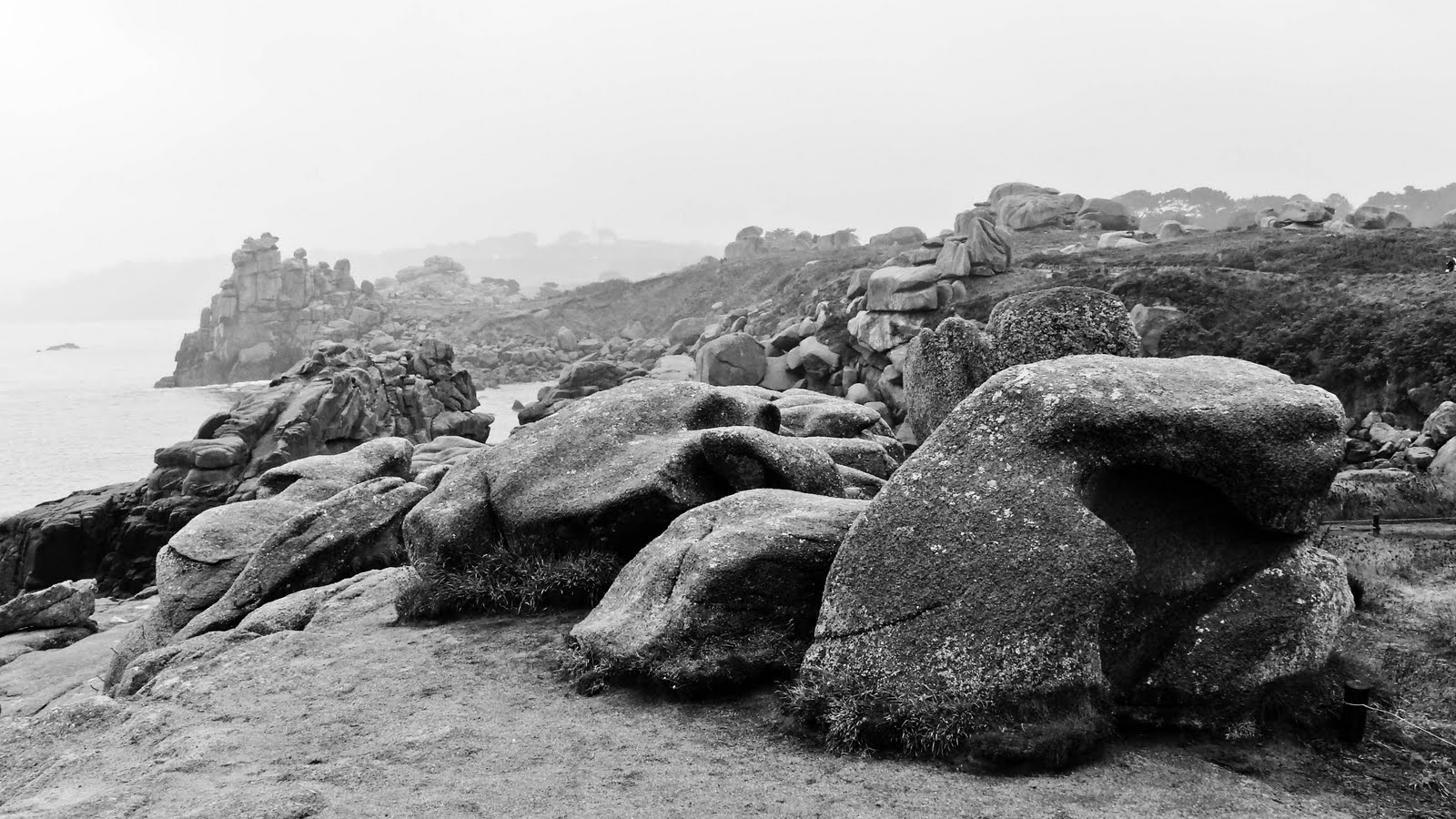
Granit Rose im Herbst
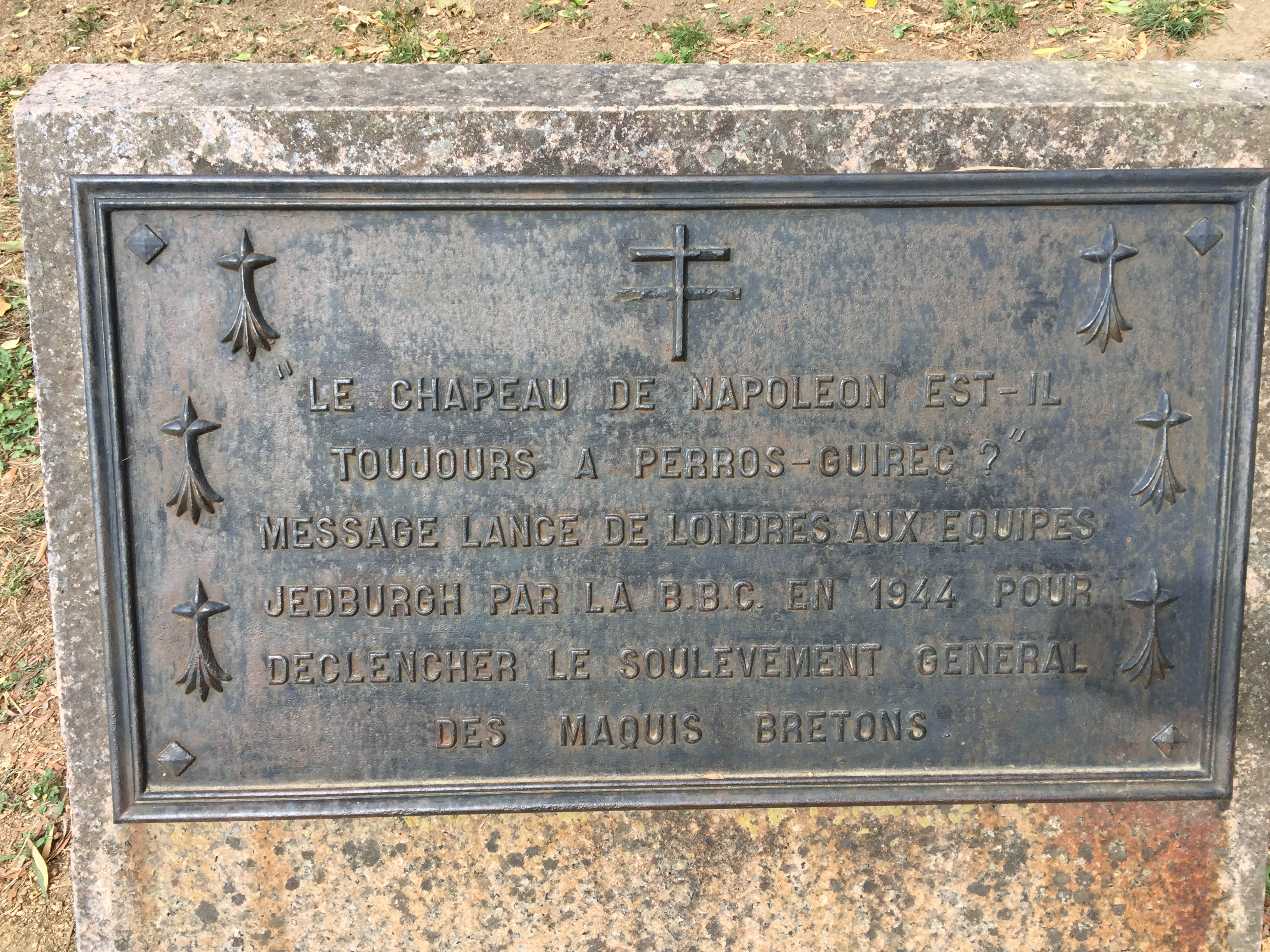
Gedenktafel des Aufrufs zum Widerstand